# 阮有進
阮有進（越南语：／，1602年—1666年）是越南廣南阮主時期的軍事人物，效命於廣南阮主，在鄭阮紛爭中扮演著重要角色。他被阮主封為順義侯（越南语：／）。

## 生平
弘定三年（1602年），阮有進出生在清華處玉山縣雲齋社（位於今清化省宜山市社）。阮有進父母早亡，家裡貧窮，後來遷居到了歸仁府峯山縣。
根據越南歷史學家陳仲金的說法，阮有進精通武藝，而且用兵有法。德隆三年（1631年），阮有進遇到了阮主的謀臣內贊陶維慈。陶維慈發現阮有進非常有才能，於是將自己的女兒嫁給了他，並且將他推薦給了佛主阮福源，被任命為隊長、率內水迪勤船。
在鄭阮紛爭初期，阮有進曾夜間操練士兵，有旗長不服從他的命令，被他下令斬殺。陶維慈聽到這個消息後，急忙覲見佛主阮福源，借孫子斬殺吳王愛姬練軍的故事，為阮有進開脫。阮福源不僅沒有怪罪阮有進，反而升他為該隊，此後軍中沒有人不服從阮有進的號令。後來，阮有進又先後升任該奇和掌奇。
阮有進在第四次鄭阮交戰中一戰成名。福泰六年（1648年），鄭梉派遣鄭檮南下，水陸兩栖伐阮。上主阮福瀾命子阮福瀕率軍抵抗，阮有進追隨從軍。兵至廣平營時，阮福瀕派阮有進以大象一百頭為先驅，在五更時刻衝擊鄭營，步兵繼之。另一方面派水師埋伏在𤅷江，切斷鄭軍退路。此次戰役中阮軍大獲全勝，擒將數人、兵三千名。阮有進的戰績得到了阮福瀕的讚賞，留駐武舍營。阮主擁有了戰爭的主動權，而鄭主則轉入守勢。
同年上主阮福瀾逝世，阮福瀕繼位，是為賢主。盛德三年（1655年）春，鄭將鄭檮派遣范必全南侵，阮福瀕決定反擊鄭主，派遣阮有進、阮有鎰越過𤅷江北伐，進攻布政外州之地，鄭將范必全投降。隨後又先後在橫山、河中營擊敗鄭軍黎有德、鄭檮部，屢戰屢勝，長驅直入，奪取了鄭主屬下的蘭江（今大江）以南七個縣，威脅安場社。鄭梉得知鄭軍戰敗，派遣鄭柞前往乂安抵抗阮軍。但由於北河多事的緣故，鄭梉不久以後召鄭柞回昇龍，以陶光饒代之。阮有進、阮有鎰再敗鄭軍陶光饒、武文添部。鄭軍屢戰屢敗，隨後鄭梉派鄭旋接替其陶光饒之位，才同阮軍互有勝負。
賢主阮福瀕對戰爭相當重視。盛德四年（1656年），阮福瀕親自率軍長期駐紮扶路社（今廣平省平政縣扶安社），以為後應。
盛德五年（1657年），鄭梉逝世，鄭柞嗣位，派鄭根接替鄭旋。鄭根討伐阮軍，為阮有進大敗，但不久戰局發生扭轉，兩軍互有勝負。
永壽二年（1659年）秋，阮有鎰軍中有個降兵獻策，稱此時是北上進攻的最好時機，不可錯失。阮有鎰將其送出軍營，隨後才將此事告知阮有進。阮有進得知後十分不滿，阮福壯又從中挑撥，認為不可輕易進兵。阮有進贊同阮福壯的意見，兩個大將意見不和，最終錯失此次進兵的機會。
永壽三年（1660年）秋，阮有進進兵三制江，戰事不利，加之當時阮主連續在外用兵數年，士卒疲憊，人人都有思鄉厭戰的情緒，阮有進決定撤軍，卻沒有通知阮有鎰。阮有鎰聽到炮聲，派人前來相問。阮有進無法，只得暫停撤軍，命阮有鎰進攻同昏壘。鄭軍敗走安場社，阮有進督兵渡江至藍江北岸住劄，阮有鎰則住劄同昏壘，互成犄角之勢。阮有進和阮有鎰上書，請求增兵。阮福瀕念及連年用兵，且秋冬增兵，又無險可守，弊多利少，下令撤回藍江南岸舊壘屯兵。來年春天再進兵北岸。同年冬，乂安新降將士各懷異志，軍心不穩。恰逢鄭軍進攻獲勝，於是阮有進決定班師回朝。阮有進假意和阮有鎰制定進攻鄭軍的計劃，夜間則全部撤退回。而阮有鎰得知阮有進撤退時，鄭軍已經開始進攻軍營，阮有鎰用疑兵之計方才脫身。
此後阮主的北伐宣告失敗，所奪領土皆被鄭主奪回。阮有進扼守日麗海口（洞海海門），阮有鎰則駐守東高，防禦鄭主的進攻。
永壽五年（1662年），阮有進和阮有鎰一起主持修築鎮寧壘。
景治二年（1664年）夏，阮有進生病，召回舊營調養。景治四年（1666年）秋，阮有進病逝。阮福瀕追贈其為協謀佐理功臣、特進、左軍都督府掌府事、節制、順郡公（越南语：／），諡正勤。
嘉隆四年（1805年），阮福映將他配享太廟。嘉隆九年（1810年），列祀開國功臣廟。明命十二年（1831年），追封其為開國功臣、特進、壯武將軍、左軍都統府掌府事、太保，諡襄武，改封英國公（越南语：／）。明命十六年（1835年），又配享武廟。

## 子女
阮有進子阮有威，官至掌奇平康營鎮守，孫阮有奉，官至內隊長。

## 腳註
1. ↑  陳仲金《越南史略》212頁
2. ↑  陳仲金《越南史略》215頁
3. ↑  陳仲金《越南史略》216頁
4. ↑  陳仲金《越南史略》216~218頁
5. 1 2 3  陳仲金《越南史略》218~219頁